# Platte oeverkortschildkever

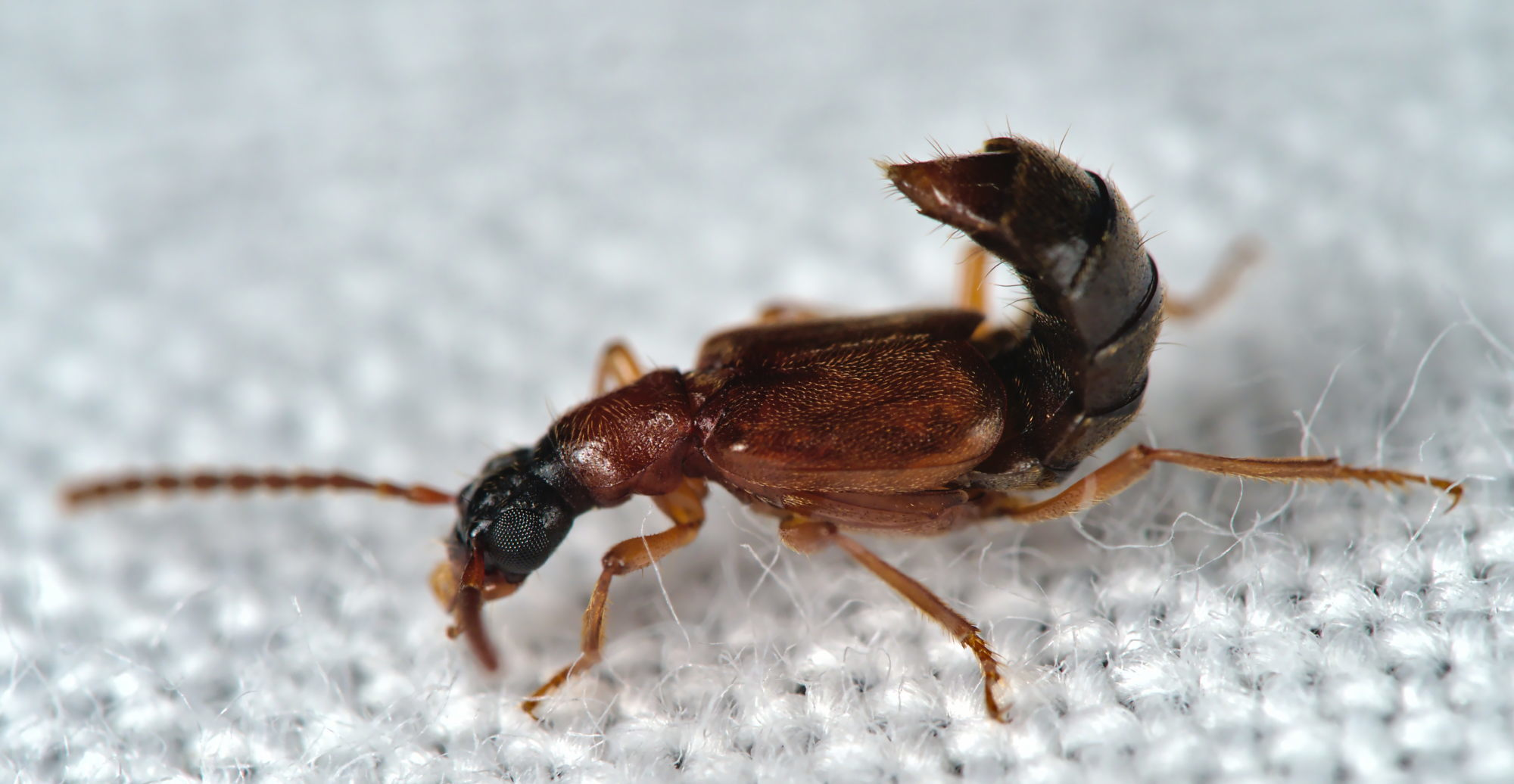
Dreighouding van een exemplaar uit de omgeving van Namen, België.

De platte oeverkortschildkever (Deleaster dichrous) is een kever uit de familie kortschildkevers (Staphylinidae).

## Naam en indeling
De wetenschappelijke naam van de soort werd voor het eerst voorgesteld door Gravenhorst in 1802. De soortaanduiding dichrous betekent vrij vertaald 'tweekleurig'.

## Uiterlijke kenmerken
De platte oeverkortschildkever bereikt een lichaamslengte van 6,5 tot zeven millimeter waarmee het een middelgrote soort is. De lichaamsvorm is langwerpig, de kop is duidelijk afgesnoerd van het borststuk en ook het pronotum is ingesnoerd. De lichaamskleur is overwegend rood tot roodbruin met een zwarte kop en een zwart achterlijf. Slechts een deel van het achterlijf wordt bedekt door de korte dekschilden of elytra, een kenmerk van alle kortschildkevers. De dekschilden zijn duidelijk breder dan het pronotum. De achtervleugels zijn echter wel ontwikkeld en kunnen onder de dekschilden worden uitgevouwen waardoor de kever kan vliegen. De poten zijn lang en goed ontwikkeld, de tarsi bestaan uit vijf segmenten. De ogen zijn groot, rond en kraalachtig en zijn zwart van kleur.

## Levenswijze
De volwassen kevers zijn voornamelijk te zien van de lente tot de zomer, ze zijn voornamelijk overdag actief maar worden ook wel 's nachts aangetroffen rond lichtbronnen. De kevers schuilen als ze niet actief zijn onder stenen, mos of dood hout. De platte oeverkortschildkever is een snelle soort die actief jaagt op andere insecten. De kever zal bij bedreiging zijn achterlijf voorover krommen en kan dan een afweervloeistof spuiten op de belager uit twee achterlijfsklieren. Deze vloeistof is voor mensen niet irriterend.

## Verspreiding en habitat
De soort komt voor in grote delen van Europa tot in Turkije en Iran, daarnaast is de soort te vinden in delen van noordelijk Afrika. Sinds de jaren dertig is de kever gevonden in Noord-Amerika, eerst in de Verenigde Staten maar sinds de jaren zestig ook in Canada.
De habitat bestaat uit moerassen, vochtige graslanden en oevers van wateren als sloten en meren met een schaarse begroeiing en enige beschaduwing, daarnaast komt de kever voor in kustduinen en vochtige beboste streken. Ook in door de mens aangepaste streken kan het dier worden aangetroffen, zoals tuinens, parken, vochtige kruipruimtes en zelfs in opslagplaatsen voor kuilvoer.